# The Power of Love (chanson de Huey Lewis and the News)
Pour les articles homonymes, voir The Power of Love.
Singles de Huey Lewis and the News
Walking on a Thin Line
(1984) Stuck with You
(1986)
Clip vidéo
[vidéo] « The Power of Love », sur YouTube
The Power of Love est une chanson du groupe de rock américain Huey Lewis and the News, sortie en single en juin 1985, extraite de la bande originale du film Retour vers le futur.
Elle est par la suite incluse dans les éditions européenne et japonaise du quatrième album studio du groupe, Fore!, sorti en 1986.
Le single connaît un succès international et se classe en tête des ventes aux États-Unis, au Canada et en Australie.
The Power of Love a été nommée plusieurs fois en 1986 : Grammy Award de l'enregistrement de l'année, Golden Globe de la meilleure chanson originale et Oscar de la meilleure chanson originale,,.

## Clip video
Le clip vidéo, réalisé par Tim Newman, a été tourné en juin 1985,. Il montre Huey Lewis and the News dans un nightclub nommé  Uncle Charlie's (un lieu où le groupe s'est souvent produit à ses débuts). Arrive alors « Doc » Emmett Brown (Christopher Lloyd) à bord de sa DeLorean, apparemment de retour d'un voyage dans le temps, attirant une foule curieuse devant l'établissement. Alors qu'il entre dans le club, il entend que la DeLorean est en train de démarrer et se précipite à l'extérieur au moment où le groupe commence à jouer The Power of Love. La fin du clip montre la DeLorean qui s'arrête devant le club et on entend une voix de femme qui remercie « Doc » pour la ballade.
Selon Huey Lewis, le tournage a pris toute une journée et s'est terminé à 3 heures du matin. Le clip a été inclus comme bonus dans plusieurs éditions en vidéo du film Retour vers le futur.

## Liste des titres
Suivant les pays, le titre en face B n'est pas le même.
- 45 tours
  1. The Power of Love - 3:53
  2. Bad Is Bad - 3:46
- 45 tours
  1. The Power of Love – 3:53
  2. Finally Found a Home – 3:41
- 45 tours (réédition 1986)
  1. The Power of Love - 3:53
  2. Do You Believe in Love? - 3:22
- Maxi 45 tours
  1. The Power of Love (Long version) – 7:10
  2. The Power of Love (Instrumental) – 4:12
  3. The Power of Love (Short version) – 4:18

La version longue est remixée par John « Jellybean » Benitez
- Maxi 45 tours
  1. The Power of Love – 7:10
  2. Bad Is Bad – 3:46
  3. It's All Right (Live) (reprise de Curtis Mayfield) – 3:03
  4. I Want a New Drug (Live) – 5:57
- Maxi 45 tours
  1. The Power of Love – 7:10
  2. It's All Right (Live) – 3:03
  3. I Want a New Drug (Live) – 5:57
- Maxi 45 tours (réédition 1986)
  1. The Power of Love (Extended version) - 7:10
  2. Do You Believe in Love? - 3:22
  3. Back in Time - 6:16

## Classements et certifications
| Classement (1985/1986)                     | Meilleure position |
| ------------------------------------------ | ------------------ |
| Afrique du Sud (Springbok Radio)           | 4                  |
| Allemagne (Media Control AG)               | 16                 |
| Australie (Kent Music Report)              | 1                  |
| Autriche (Ö3 Austria Top 40)               | 24                 |
| Belgique (Flandre Ultratop 50 Singles)     | 17                 |
| Canada (RPM 100 Singles)                   | 1                  |
| États-Unis (Billboard Hot 100)             | 1                  |
| États-Unis (Hot Adult Contemporary Tracks) | 6                  |
| États-Unis (Mainstream Rock Tracks chart)  | 1                  |
| France (SNEP)                              | 38                 |
| Irlande (IRMA)                             | 5                  |
| Italie (FIMI)                              | 11                 |
| Nouvelle-Zélande (RMNZ)                    | 3                  |
| Pays-Bas (Single Top 100)                  | 25                 |
| Royaume-Uni (UK Singles Chart)             | 9                  |
| Suisse (Schweizer Hitparade)               | 11                 |

| Pays                  | Certification | Unités certifiées |
| --------------------- | ------------- | ----------------- |
| Canada (Music Canada) | Or            | 50 000            |
| Danemark (IFPI)       | Or            | 45 000            |
| États-Unis (RIAA)     | Or            | 500 000           |
| Royaume-Uni (BPI)     | Platine       | 600 000           |